# Fernando Pavão
Fernando Pavão (São Paulo, 12 de janeiro de 1971) é um ator brasileiro.

## Biografia
Iniciou-se  na carreira artística aos 22 anos, na companhia Os Menestréis, atuando na montagem de "A Televisão Matou a Janela", de Oswaldo Montenegro. Depois dessa experiência no palco, ingressa na Escola de Teatro Célia Helena, em São Paulo, 1994 a 1996. Em seguida, faz cursos de extensão, para se aprimorar na profissão, e participa do Núcleo de Pesquisa Teatral, de Osvaldo Boaretto, de 2004 a 2005, e da Oficina O Ator e seu Texto, método de Cicely Barry da Royal Shakespeare Company, com Marco Antônio Pâmio, em 2004.

## Carreira
Na TV sua estreia foi em 1998 na novela Meu Pé de Laranja Lima na Rede Bandeirantes como Raul. No mesmo período, foi dançarino e backing vocal para o cantor Edson Cordeiro, o que lhe ajudou a projetar-se ainda mais nacionalmente. Na Rede Globo atuou por três anos na Malhação como Guto. Em 2004 participou de Metamorphoses na Record no papel de Ivan, no ano seguinte foi Ulisses em Os Ricos Também Choram, exibida no SBT e em 2006 foi o tenente Carvalho em Pé na Jaca.7 se torna ator exclusivo do elenco da Rede Record. Atuou em Caminhos do Coração e Os Mutantes no papel de Noé Machado. Em Poder Paralelo foi o terrorista paquistanês Khalid.  O papel mais importante da carreira do ator foi o Sansão, na minissérie  Sansão e Dalila exibida pela Record. Seu personagem recebeu a maioria de elogios da crítica especializada. Em 2014, em Pecado Mortal,  protagoniza o hippie Carlão.
No Cinema estreou fazendo o filme Garotas do ABC de Carlos Reichenbach, Fernando interpreta Fábio, namorado de Aurélia e integrante do grupo neofacista de Salesiano.
O ator se prepara para rodar o longa “Desalmados”, com direção de Armando Fonseca e Raphael Borghi, uma trama pós-apocalíptica em que vive o herói. No elenco, também estão Nico Puig, Luisa Micheletti, o músico Canisso (da banda Raimundos), quem assina a trilha sonora é Igor Cavalera (do Sepultura). O filme está previsto para 2015.
Em 2017 ele atua em Apocalípse, como o policial César Sardes (2º fase).

## Filmografia

### Televisão
| Ano       | Título                 | Personagem                                                 | Notas                             |
| --------- | ---------------------- | ---------------------------------------------------------- | --------------------------------- |
| 1998      | Meu Pé de Laranja Lima | Raul                                                       |                                   |
| 1999      | Sandy & Junior         | Nikolai                                                    | Episódio: "Intriga Internacional" |
| 1999-2002 | Malhação               | Gustavo Leal (Guto)                                        |                                   |
| 2004      | Metamorphoses          | Ivan Rios                                                  |                                   |
| 2005      | Os Ricos também Choram | Dr. Ulisses Gava                                           |                                   |
| 2006      | Pé na Jaca             | Tenente Carvalho                                           |                                   |
| 2007-08   | Caminhos do Coração    | Noel Machado (Noé)                                         |                                   |
| 2008-09   | Os Mutantes            | Noel Machado (Noé)                                         |                                   |
| 2009      | Poder Paralelo         | Khalid Haissa Khwyis                                       |                                   |
| 2011      | Sansão e Dalila        | Sansão                                                     |                                   |
| 2012      | Máscaras               | Otávio Benaro                                              |                                   |
| 2012      | O Milagre dos Pássaros | Ubaldo Capadócio                                           | Especial de Fim de Ano            |
| 2013-14   | Pecado Mortal          | Carlos de Almeida (Carlão / Hippie) / Marco Antônio Vêneto |                                   |
| 2013-14   | Pecado Mortal          | Cesare Vêneto                                              | Episódio: "30 de maio"            |
| 2016      | Escrava Mãe            | Comendador Fernando Almeida                                |                                   |
| 2017      | Apocalipse             | César Sardes                                               |                                   |
| 2018      | Conselho Tutelar       | Fúlvio                                                     | Episódio: "2 de janeiro"          |
| 2018-19   | Jesus                  | Centurião Petronius                                        |                                   |
| 2021      | Gênesis                | Faraó Maaibré Sheshi                                       |                                   |
| 2022      | Reis                   | Elcana                                                     |                                   |
| 2024      | Família É Tudo         | Mathias Galvão                                             | Episódios: "1-15 de Março"        |
| 2025      | A Vida de Jó           | [ 12 ]                                                     |                                   |

### Cinema
| Ano  | Título          | Personagem             |
| ---- | --------------- | ---------------------- |
| 2003 | Garotas do ABC  | Fábio Tavares          |
| 2007 | O Magnata       | Pai do Magnata (jovem) |
| 2007 | 06 tiros, 60 ml | Traficante             |
| 2018 | Desalmados      | Nicolas                |

## Teatro
| Ano  | Título                     |
| ---- | -------------------------- |
| 1993 | Noturno                    |
| 1994 | A televisão matou a janela |
| 2004 | O mercador de Veneza       |
| 2005 | A última viagem de Borges  |
| 2005 | O Diabo e o Bom Deus       |
| 2007 | O inimigo do povo          |
| 2016 | Tróilo e Cressida          |
| 2022 | Terremotos                 |
| 2023 | Mary Stuart                |

## Prêmios e indicações
| Ano  | Prêmio                       | Categoria                       | Trabalho        | Resultado | Ref           |
| ---- | ---------------------------- | ------------------------------- | --------------- | --------- | ------------- |
| 2011 | Prêmio Qualidade Brasil      | Melhor Ator de Minissérie       | Sansão e Dalila | Indicado  | [ 13 ]        |
| 2012 | Prêmio Contigo! de TV        | Melhor Ator de Minissérie       | Sansão e Dalila | Indicado  | [ 14 ]        |
| 2018 | Melhores do Ano Minha Novela | Melhor Casal (com Day Mesquita) | Jesus           | Indicado  | [ 15 ]        |
| 2023 | Prêmio Bibi Ferreira         | Melhor Ator Coadjuvante em Peça | Mary Stuart     | Venceu    | [ 17 ] [ 18 ] |